# Équipe du Paraguay de rugby à XV
L'équipe du Paraguay de rugby à XV rassemble les meilleurs joueurs du Paraguay.
Le rugby est 4e dans le classement des sports les plus populaires du Paraguay. Le surnom de l'équipe est « Los Yacarés » et son sélectionneur est Pedro Baraldi.

## Historique
L'équipe du Paraguay est classée à la 37e place au classement IRB du 5 novembre 2012.

## Palmarès
- Coupe du monde
  - 1987 : pas invité
  - 1991 : pas qualifié
  - 1995 : pas qualifié
  - 1999 : pas qualifié
  - 2003 : pas qualifié
  - 2007 : pas qualifié
  - 2011 : pas qualifié
  - 2015 : pas qualifié
  - 2019 : pas qualifié